# Brussegem
Brussegem is een plaats en deelgemeente van Merchtem in de Belgische provincie Vlaams-Brabant, op ongeveer 10 km van Brussel. De patroonheilige van Brussegem is Sint-Stefanus. Brussegem was een zelfstandige gemeente tot aan de gemeentelijke herindeling van 1977.

## Geschiedenis
Brussegem kent een zeer lange geschiedenis die teruggaat tot de Frankische tijd, wanneer het dorp Brussingaheim werd gesticht. Bij de fusie in 1977 met Merchtem werd het gehucht Oppem (met de wijk Amelgem) dat tot dan deel was van Brussegem afgesplitst en bij de gemeente Meise gevoegd. 

## Geografie

### Kernen
Naast Brussegem is er ook nog het gehucht Ossel. Het heeft een dorps karakter.

## Bezienswaardigheden
- De laat-gotische Sint-Stefanuskerk in het centrum van Brussegem (gebouwd in de 16e eeuw en 17e eeuw).
- Het gerenoveerde voormalig gemeentehuis dat nu als bibliotheek fungeert.
- Het Kasteel Wolvendaal
- Het Torenhof, een historische vierkantshoeve (beschermd monument, nu fruitteeltbedrijf).
- De Sint-Annakapel
- De Neerkammolen

Zie ook: Ossel

## Natuur en landschap
Het landschap bij Brussegem is heuvelachtig en heeft een hoogte van 35-80 meter. De bodem bestaat voornamelijk uit leem. Het Foeksenbos en het Blakenbergbos zijn belangrijke natuurgebieden.

## Demografische ontwikkeling
- Bronnen:NIS, Opm:1831 tot en met 1970=volkstellingen; 1976 = inwoneraantal op 31 december

## Geboren in Brussegem
- Engelbertus kardinaal Sterckx (1792-1867), aartsbisschop en kardinaal

## Bekende (oud-)inwoners
- Gilles De Bilde
- Geena Lisa
- Ruben Van Gucht
- Eiður Guðjohnsen[1]

## Nabijgelegen kernen
Bollebeek, Hamme, Ossel, Oppem, Merchtem